# Requin-tigre
Galeocerdo cuvier
Pour le personnage de fiction, voir Requin-tigre (comics).
Genre
Espèce
Statut de conservation UICN

 NT  : Quasi menacé
Le requin-tigre (Galeocerdo cuvier) est une espèce de requins de la famille des Carcharhinidés et l'unique représentant du genre Galeocerdo.
Le requin-tigre fait partie des plus grandes espèces de requins. Il mesure généralement de 3 à 4 mètres, pour un poids moyen de 500 kg. On le trouve dans les océans tempérés et tropicaux. C'est un requin solitaire, chassant en général de nuit. Il possède une nageoire caudale hétérocerque, fine et pointue. Son corps brun-gris est strié de rayures verticales sombres, particulièrement visibles chez les jeunes adultes, les juvéniles quant à eux arborent une livrée argentée tachetée comme celle du léopard. Tout au long de sa vie, les taches deviennent barres avec l'âge puis disparaissent à la maturité sexuelle (2,70 m, croissance très lente). Ce sont ces rayures qui lui valent le nom de requin-tigre.
Le requin-tigre compte parmi les espèces de requins dangereuses pour l'homme. Il est d'ailleurs classé second dans les attaques de requins envers les êtres humains. Néanmoins, les attaques de ce requin restent relativement rares, avec une quarantaine de morts depuis le début des années 2000.

## Taxonomie
Le requin-tigre a été décrit pour la première fois par Péron et Lesueur en 1822 sous le nom de Squalus cuvier. Il est renommé Galeocerdo tigrinus par Müller et Henle en 1837. Comme tous les carcharhiniformes dont il est le plus grand représentant, il possède une membrane nictitante sur l'œil, deux nageoires dorsales, une nageoire anale et cinq paires de branchies.

## Taille et anatomie

Un requin-tigre à l'échelle humaine.

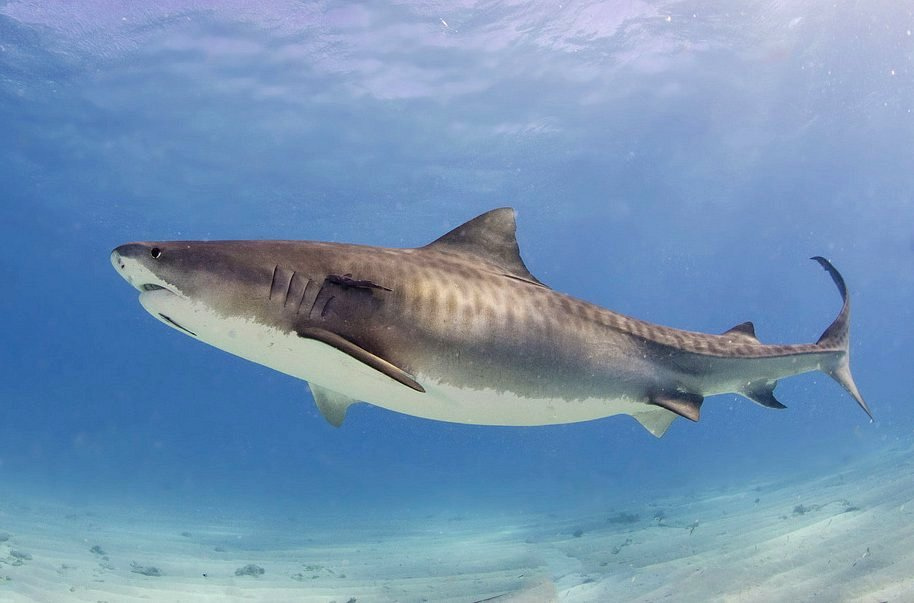
Un requin-tigre aux Bahamas.

Le requin-tigre mesure en général de 3 mètres à 4 mètres, pour un poids allant de 385 à 635 kg. Néanmoins, les plus grands spécimens de requin-tigre peuvent dépasser les 5 mètres. Il s'agit souvent de femelles. Le plus imposant requin-tigre répertorié fut une femelle pêchée en 1957 en Chine : elle mesurait 7,40 m pour un poids de 3 110 kg (record non confirmé).
La couleur de la peau du requin-tigre varie du gris au gris clair sur le dos et du blanc crème sur le ventre. Il possède des rayures sombres sur le dos qui sont particulièrement visibles lorsqu'il est jeune et qui tendent à disparaître avec le temps. Comme la plupart des requins, le requin-tigre possède des organes sensoriels très développés. Parmi ceux-ci, les ampoules de Lorenzini qui permettent de détecter les champs électriques, notamment ceux émis par une proie et la ligne latérale qui permet de détecter les vibrations et les mouvements dans l'eau. Il possède aussi un tapetum lucidum situé au fond de la rétine qui lui permet à l'instar des chats d'amplifier la lumière et de voir dans l'obscurité. Tous ces organes sensoriels sont adaptés à son activité de chasse principalement nocturne.
Le requin tigre possède le même nombre de nageoires que les autres requins deux nageoires dorsales (une grande au milieu du dos et une plus petite vers le bas du dos), deux nageoires pectorales, une nageoire anale, une nageoire caudale et deux nageoires pelviennes. Sans ces nageoires, le requin ne peut ni respirer ni chasser.

## Répartition et habitat

Répartition géographique du requin-tigre.

Son habitat est côtier et pélagique. Il est présent dans toutes les mers tropicales et subtropicales, avec une préférence pour les eaux à forte turbidité estuaires, lagons, de la surface à - 350 mètres. Il est très présent dans les Caraïbes, dans l'océan Indien et dans tout le Pacifique. Il est solitaire et résident ou semi-résident autour de certaines îles volcaniques, évoluant néanmoins parfois en petits groupes. Bien que non océanique, il lui arrive d'opérer de grandes traversées entre les îles, notamment dans le Pacifique. Son activité est principalement nocturne. Le jour, il rejoint les eaux profondes et n'en sort que quand la nuit tombe pour chasser.

## Alimentation

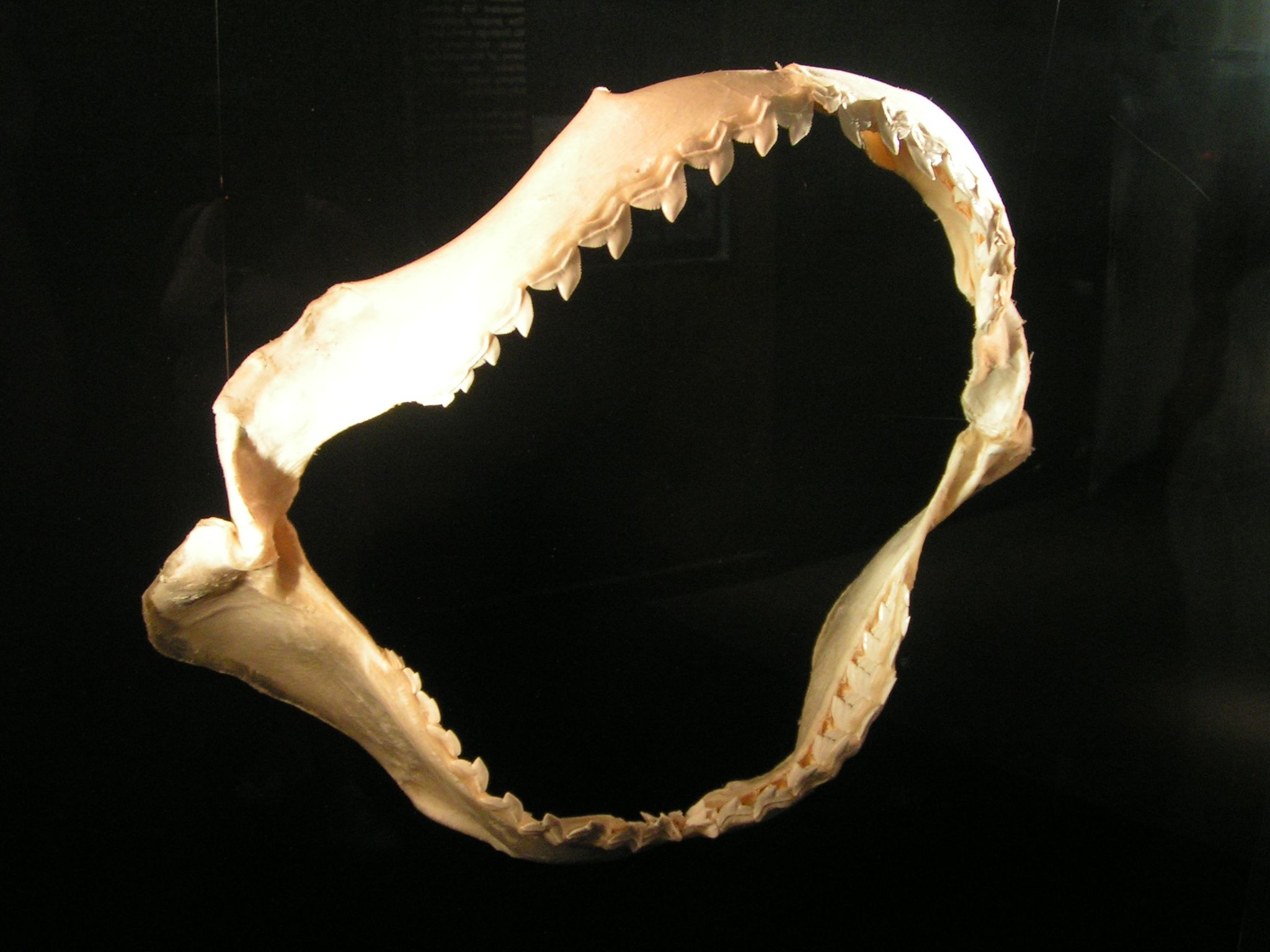
Mâchoire d'un requin-tigre.

Le requin-tigre est probablement le moins spécialisé des requins. Peu sélectif, il est parfois considéré comme une véritable poubelle des mers, avalant toutes sortes de choses sans discernement, notamment des objets issus de l'industrie humaine. On a ainsi retrouvé toutes sortes d'objets dans l'estomac de spécimens pêchés : bidons, cannettes, sacs plastiques ou encore pneus ou plaques d'immatriculation. Il peut conserver ces déchets dans son estomac pendant des années, comme il est en mesure de régurgiter tout ce qu'il a avalé. Ce manque de discernement est l'une des raisons de sa dangerosité : il est susceptible de dévorer l'homme au même titre que d'autres proies,,.
Il se nourrit d'autres requins, d'oiseaux, de serpents marins et même parfois de baleines, surtout si elles sont malades ou blessées. Le requin-tigre est considéré comme un superprédateur. Lorsqu'il chasse, le requin-tigre a tendance à nager lentement et à accélérer brutalement lorsqu'il est proche de sa proie.
Le requin tigre a également été observé en train de s'attaquer à des tortues marines.

## Reproduction
Le requin-tigre est le seul ovovivipare de la famille des carcharinidés. Sa période de gestation varie entre 13 et 16 mois. Les œufs fécondés restent dans le ventre de la femelle jusqu'à l'éclosion. Une femelle peut porter de 10 à 82 petits (26 à 33 en moyenne) de 51-90 cm chacun. Il atteint sa maturité vers l'âge de 8-10 ans chez la femelle et de 7-10 ans chez le mâle. Sa longévité peut être de 37 ans.

## Le requin-tigre et l'homme

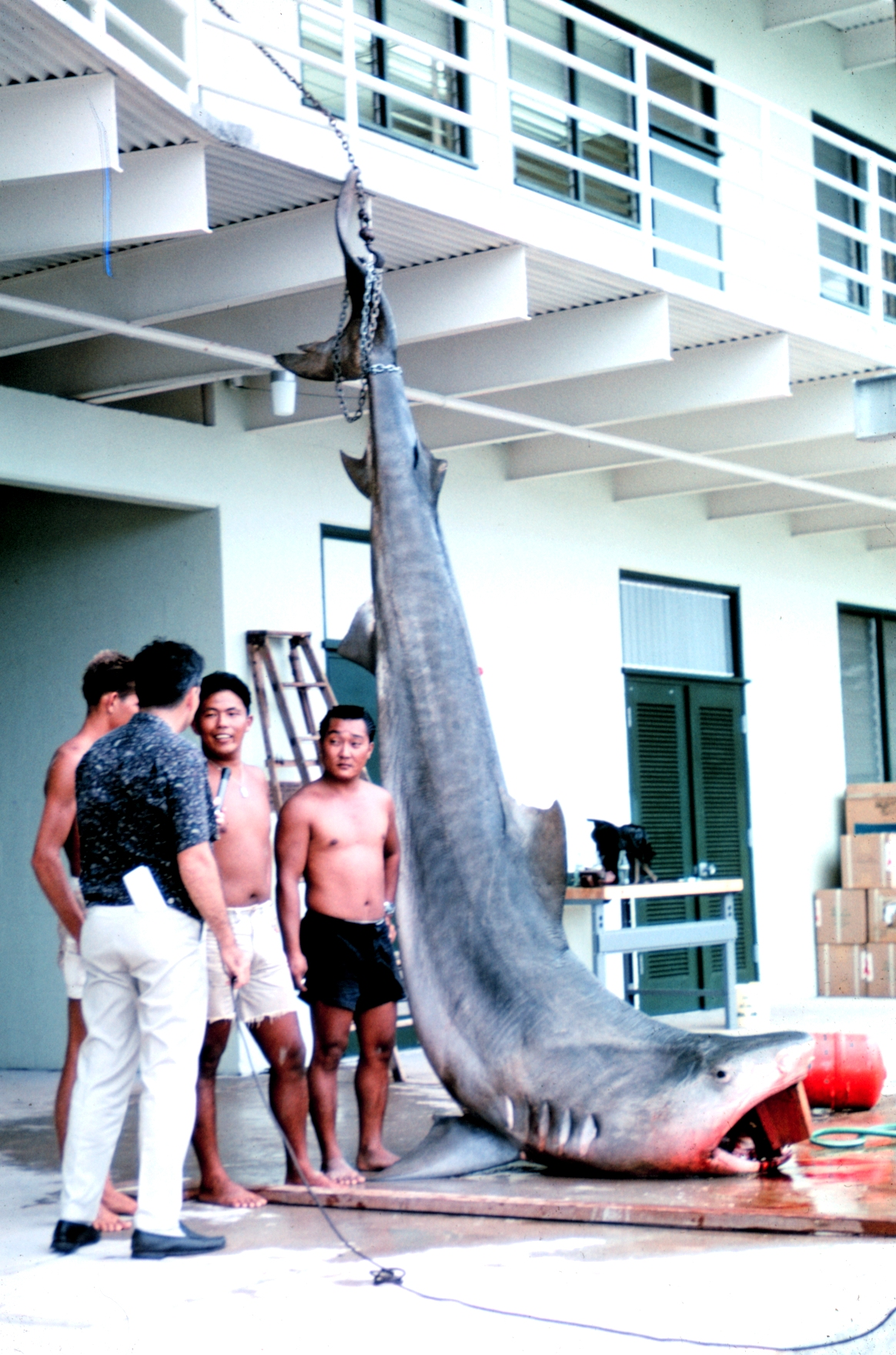
Un grand requin-tigre pêché à Kāneʻohe Bay (Oahu) en 1966.

### Danger pour l'homme
Le requin-tigre est considéré comme particulièrement agressif du fait de son peu de sélectivité pour ses proies. Il est souvent impliqué dans des attaques sur l'homme. Néanmoins, ces attaques demeurent rares en valeur absolue. En effet les morsures de requins sont très rares : toutes espèces confondues, on ne recense pas plus de 80 cas par an dans le monde entier, dont moins de 5 cas mortels.

### Conservation
Le requin-tigre est une espèce classée « quasi menacée » (NT) par l'UICN.